# Sonata para piano
Una sonata para piano es un tipo de composición musical para piano solista, es decir, sin acompañamiento. Normalmente, las sonatas para piano son compuestas en tres o cuatro movimientos, aunque en ocasiones pueden estar formadas por un único movimiento o dos. El primer movimiento suele estar compuesto en forma de sonata.

## Barroco
Durante el Barroco, el uso del término "sonata" en general se empleaba para hacer referencia tanto a la sonata da chiesa (sonata de iglesia) o a la sonata da camera (sonata de cámara), las cuales son tipos de sonatas para diversos instrumentos (por lo general uno o más violines más un bajo continuo). La sonata para teclado no fue muy utilizada por la mayoría de los compositores de la época.[cita requerida]

## Clasicismo
Aunque varios compositores habían compuesto obras para piano bajo el nombre de "sonata" fue sólo durante el Clasicismo, cuando el piano desplazó al clavecín y a la forma de sonata para alcanzar importancia como principio de la composición musical, que el término "sonata para piano" adquirió un significado definido y una forma característica. 
Los tres compositores más destacados de este período fueron Joseph Haydn, Wolfgang Amadeus Mozart y Ludwig van Beethoven y escribieron numerosas sonatas para piano, al igual que su coetáneo Franz Schubert. Las 32 sonatas de Beethoven, incluyendo las conocidas sonatas "La patética" y "Claro de Luna", son consideradas, a menudo, la cumbre en la composición de sonatas para piano.

## Romanticismo
Durante el progreso del Romanticismo tras Beethoven y Schubert se continuaron componiendo sonatas para piano, pero en cantidades mucho menores, a la vez que la forma asumía un matiz un tanto más académico y competía con géneros menores mucho más compatibles con el estilo de composición romántica. La extensa "Sonata en si menor" con "cuatro movimientos en uno" de Franz Liszt recurre al concepto de la transformación temática introducido inicialmente por Schubert en su "Fantasía El Caminante" de 1822. Se han compuesto sonatas para piano a lo largo del siglo XIX y XX y hasta incluso en la actualidad. A pesar de las diferencias en sus formas, ellas mantienen la misma estructura que las sonatas del Clasicismo.

## Sonatas para piano destacadas

### Clasicismo
- Carl Philipp Emanuel Bach
  - Sonata Württemberg n.º 1 en la menor, H. 30, Wq. 49/1
  - Sonata prusiana n.º 4 en do menor, Wq. 48/4

- Wolfgang Amadeus Mozart
  - Sonata para piano n.º 8 en la menor K. 310
  - Sonata para piano n.º 11 en la mayor, K. 331
  - Sonata para piano n.º 13 in si♭ mayor K. 333
  - Sonata para piano n.º 14 in do menor, K. 475
  - Sonata para piano n.º 16 en do mayor, K. 545

- Joseph Haydn
  - Sonata para piano n.º 59 en mi♭ mayor, Hob. XVI: 49
  - Sonata para piano n.º 60 en do mayor, Hob. XVI: 50
  - Sonata para piano n.º 61 en re mayor, Hob. XVI: 51
  - Sonata para piano n.º 62 en mi♭ mayor, Hob. XVI: 52

- Ludwig van Beethoven
  - Sonata para piano n.º 8 en do menor, op. 13 "Patética"
  - Sonata para piano n.º 14 en do♯ menor, op.27/2 "Claro de luna"
  - Sonata para piano n.º 17 en re menor, op. 31/2 "Tempestad"
  - Sonata para piano n.º 21 en do mayor op. 53 "Waldstein"
  - Sonata para piano n.º 23 en fa menor, op. 57 "Appasionata"
  - Sonata para piano n.º 29 en si♭ mayor, op. 106 "Hammerklavier"

### Romanticismo
- Frédéric Chopin
  - Sonata para piano n.º 2 en si♭ menor, op. 35, "Marcha fúnebre"
  - Sonata para piano n.º 3 en si menor, op. 58

- Paul Dukas
  - Sonata para piano en mi♭ menor

- Edvard Grieg
  - Sonata para piano en mi menor, op. 7

- Franz Liszt
  - Sonata Dante (Fantasia Quasi Sonata)
  - Sonata para piano en si menor

- Edward MacDowell
  - Sonata Trágica, op. 45
  - Sonata Heroica, op. 50
  - Sonata Tercera, op. 57
  - Sonata Cuarta, op. 59

- Felix Mendelssohn-Bartholdy
  - Sonata para piano n.º 1 en mi mayor, op. 6
  - Sonata para piano n.º 2 en sol mayor, op. 105
  - Sonata para piano n.º 3 en si♭ mayor, op. 106

- Sergéi Rajmáninov
  - Sonata para piano n.º 2 en si♭ menor, Op.36

- Franz Schubert
  - Sonata para piano n.º 19 en do menor D.958
  - Sonata para piano n.º 20 en la mayor D.959
  - Sonata para piano n.º 21 en si♭ mayor D.960

- Robert Schumann
  - Sonata para piano n.º 1 in fa♯ menor, op. 11 "Grosse Sonate"
  - Sonata para piano n.º 2 en sol mayor, op. 22
  - Sonata para piano n.º 3 en fa menor, op. 14 "Concierto sin orquesta"

- Carl Maria von Weber
  - Sonata para piano n.º 1 en do mayor, op. 24 (J. 138)
  - Sonata para piano n.º 2 en la♭ mayor, op. 39 (J. 199)
  - Sonata para piano n.º 3 en re menor, op. 49 (J. 206)
  - Sonata para piano n.º 4 en mi menor, op. 70 (J. 287)

### sigloXX
- Samuel Barber
  - Sonata para piano, Op.26

- Jean Barraqué
  - Sonata para piano (1950–52)

- Béla Bartók
  - Sonata para piano, Sz.80

- Alban Berg
  - Sonata para piano, Op.1

- Pierre Boulez
  - Sonata para piano n.º 1
  - Sonata para piano n.º 2
  - Sonata para piano n.º 3 (Inacabada: sólo se han publicado 2 de los 5 movimientos)

- Aaron Copland
  - Sonata para piano

- Henri Dutilleux
  - Sonata para piano, Op.1

- Alberto Ginastera
  - Sonata para piano n.º 1 Op.22

- Glenn Gould
  - Sonata para piano

- Paul Hindemith
  - Sonata para piano n.º 1 en la mayor "Der Main"
  - Sonata para piano n.º 2 en sol mayor
  - Sonata para piano n.º 3 en si♭ mayor

- Charles Ives
  - Sonata para piano n.º 2, Concord, Mass., 1840-60

- Leoš Janácek
  - Sonata para piano "1.X.1905"

- Lowell Liebermann
  - Sonata para piano n.º 1 Op. 1
  - Sonata para piano n.º 2 Op.10 "Sonata Notturna" (1983)
  - Sonata para piano n.º 3 Op.82 (2002)

- Leo Ornstein
  - Sonata para piano n.º 4
  - Sonata para piano n.º 8

- Serguéi Prokófiev
  - Sonata para piano n.º 3 en la menor, Op.28 ("From Old Notebooks")
  - Sonata para piano n.º 6 en la mayor, Op.82 ("War Sonata 1")
  - Sonata para piano n.º 7 en si♭ mayor, Op.83 ("War Sonata 2/Stalingrad")
  - Sonata para piano n.º 8 en si♭ mayor, Op.84 ("War Sonata 3")

- Frederic Rzewski
  - Sonata para piano solo

- Aleksandr Skriabin
  - Sonata para piano n.º 5
  - Sonata para piano n.º 7 "White Mass"
  - Sonata para piano n.º 9 "Black Mass"

- Dmitri Shostakóvich
  - Sonata para piano n.º 2 en si menor, Op. 61

- Ígor Stravinski
  - Sonata para piano